# الترشيح الكوري الجنوبي لكأس العالم 2022
الترشيح الكوري الجنوبي لكأس العالم 2022 هو العرض الرسمي الثاني من الاتحاد الكوري لكرة القدم. إذا كان هذا العرض ناجحًا، فستكون كوريا قد استضافت نهائيات كأس العالم للمرة الثانية وستكون أول استضافة فردية لها منذ أن تشاركوا كأس العالم 2002 مع اليابان المضيفة.

## البرنامج
| تاريخ            | مُلاحظات                                                                   |
| ---------------- | ------------------------------------------------------------------------- |
| 15 يناير 2009    | الطلبات التي دُعيت رسميا                                                   |
| 2 فبراير 2009    | الموعد النهائي لتسجيل نية العطاء                                          |
| 16 مارس 2009     | الموعد النهائي لتقديم استمارات تسجيل العطاء المكتملة                      |
| 14 مايو 2010     | الموعد النهائي لتقديم التفاصيل الكاملة للعطاء                             |
| 22-25 يوليو 2010 | لجنة التفتيش تزور كوريا الجنوبية                                          |
| 2 ديسمبر 2010    | الفيفا يُعين روسيا لاستضافة كأس العالم 2018 وقطر لاستضافة كأس العالم 2022. |

## الأماكن المُرشحة
| سول                                  | سول                       | بوسان                                 | إنتشون                               | إنتشون                |
| ------------------------------------ | ------------------------- | ------------------------------------- | ------------------------------------ | --------------------- |
| ملعب كأس العالم سول                  | ملعب سول الأولمبي         | ملعب بوسان أسياد                      | ملعب إنشيون مونهاك                   | استاد أسياد           |
| نادي سول                             | استخدامات متعددة          | نادي بوسان أي بارك                    | إنتشون كورايل                        | ملعب جديد             |
| السعة: 66806 (تخطط للتوسع إلى 83000) | السعة: 69،950             | السعة: 53864 (تخطط للتوسع إلى 60.000) | السعة: 49084                         | السعة: 30000          |
|                                      |                           |                                       |                                      |                       |
| دايغو                                | دايجون                    | غوانغجو                               | ألسان                                | سوون                  |
| ملعب ديغو                            | ملعب كأس العالم في دايجون | ملعب كأس العالم في جوانجو             | ملعب أولسان مونسو لكرة القدم         | ملعب كأس العالم سوون  |
| دايجو                                | دايجون هانا سيتزن         | نادي غوانغجو                          | أولسان هيونداي                       | سوون سامسونج بلووينجز |
| السعة: 66422 (تخطط للتوسع إلى 81422) | السعة: 40535              | السعة: 44118 (تخطط للتوسع إلى 45245)  | السعة: 44102                         | السعة: 43959          |
|                                      |                           |                                       |                                      |                       |
| غويانغ                               | جيونجو                    | تشونان                                | سوغوبو                               |                       |
| ملعب غويانغ                          | ملعب جيونجو كأس العالم    | ملعب تشيونان                          | ملعب كأس العالم في جيجو              |                       |
| نادي غويانغ زايكرو                   | جيونبوك هيونداي موتورز    | تشيونان سيتي                          | جيجو يونايتد                         |                       |
| السعة: 41311                         | السعة: 42477              | السعة: 26000 (تخطط للتوسع إلى 45000)  | السعة: 35657 (تخطط للتوسع إلى 43657) |                       |
|                                      |                           |                                       |                                      |                       |